# Bioussac
Bioussac település Franciaországban, Charente megyében. Lakosainak száma 208 fő (2022. január 1.). Bioussac Barro, Condac, Nanteuil-en-Vallée és Taizé-Aizie községekkel határos.

## Népesség
A település népessége az elmúlt években az alábbi módon változott:
| Lakosok száma | 383  | 224  | 226  | 219  | 225  | 230  | 227  | 221  | 209  | 208  |
|               | 1968 | 1982 | 1999 | 2006 | 2011 | 2015 | 2017 | 2018 | 2020 | 2022 |